# 尼尔·布罗德
尼尔·布罗德（英語：Neil Broad，1966年11月20日—），英国男子网球运动员。他曾代表英国参加1996年夏季奥林匹克运动会网球比赛，搭档蒂姆·亨曼获得男子双打银牌。